# Хвърчилото: О, да!
„Хвърчилото: О, да!“ (на английски: Kite Man: Hell Yeah!) е американски анимационен сериал в жанра на супергеройската черна комедия за възрастни, базиран на героя на Ди Си Комикс, Хвърчилото, създаден от Бил Фингър и Дик Спранг. Сериалът е озвучен с гласовете на Мат Обърг, Стефани Хсу и Джеймс Адомиян и проследява приключенията на Хвърчилото и настоящата му приятелка, които се заемат да управляват бар „Нунан“ в Готъм.
„Хвърчилото: О, да!“ е спиноф на сериала „Харли Куин“, в който Хвърчилото е поддържащ герой и е представен като бивш годеник на Отровната Айви. Първият сезон се състои от десет епизода.

## Сюжет
Сериалът проследява приключенията на Хвърчилото и неговата приятелка Златния планер, които живеят в „Нунан“, най-безчестния бар в Готъм. Те извеждат връзката си на ново ниво, като отварят бар в сянката на Легиона на гибелта на Лекс Лутор.

## Актьорски състав и герои

### Главни
- Мат Обърг – Чарлз Браун/Хвърчилото, Календара
- Стефани Шу – Лиса Снарт/Златния планер, Стефани Браун/Спойлер
- Джеймс Адомиян – Бейн, Гатанката, Лорънс Снарт, Пингвина, Демона Етриган, Човека-прилеп
- Джонатан Банкс – Шон Нунан
- Наташа Деметриу – Мелис Виндабар
- Майкъл Империоли – Джо/Мо Дубелц
- Джанел Джеймс – Кралицата на приказките